# Односи Србије и Словачке
Односи Србије и Словачке су инострани односи Републике Србије и Словачке Републике. Поједини српски историчару сматрају да су Срби од свих народа са којима су долазили у контакт имали далеко најбоље односе са Словацима.

## Историја
Српско-словачки односи тј. сарадња је била нарочито добра у 18. и 19. веку, у областима културе, уметности, трговине, образовања, науке, политике и војске.
Током два столећа више од 2500 Срба школовало се на разним универзитетима и вишим високообразовним институцијама у Словачкој, углавном у Братислави, Кошицама и Кежмароку.
Истакнути словачки културни и национални делатници Павел Јозеф Шафарик, Јан Колар и Људовит Штур били су активни у културном и политичком животу Србије. 
Под утицајем и ослањањем на дела српског лингвисте Вука Стефановића Караџића, Павел Јозеф Шафарик и Јан Колар одлучили су да почну сакупљати словачке народне песме. Током читавог 19. века Срби и Словаци су се међусобно подржавали и били активни у ширењу идеја заснованих на словенофилству.
Српски аутор и историчар Ристо Ковијанић истраживао је српско-словачке односе више од 50 година и објавио низ радова на ту тему.
Оба народа су била под страном окупацијом, тако су Словаци и Срби препознали једни у другима пријатеље и савезнике у борби за независност својих земаља и аутономију језика и словенске културе.
Историчар и стручњак за српско-словачке односе Небојша Кузмановић закључује да су Срби имали најбоље односе са Словацима од било које етничке групе са којом су се Срби сусретали током своје историје.

## Билатерални односи
Обе земље су успоставиле директне дипломатске односе 1993. Србија има амбасаду у Братислави. Словачка има амбасаду у Београду.
Словачка је међу неколико чланица НАТО и ЕУ, које нису признале независност Косова и Метохије.
Словачка је гласала против пријема Косова у УНЕСКО 2015.

### Посете
- Председник Владе Србије Александар Вучић посетио је Словачку 1. и 2. априла 2015.
- Председник Владе Словачке Републике Роберт Фицо посетио је Р. Србију 24. јануара 2014.
- Председник Србије Томислав Николић званично је посетио Словачку 22. јануара 2013.

### Економски односи
- У 2020. години робна размена износила је 623,7 милиона долара, од чега је извоз Србије износио 345,2 милиона долара, док је увоз био 278,4 милиона УСД.
- У 2019. робна размена је вредела 718 милиона УСД, од тога извоз из наше земље 430 милиона, а увоз 288 милиона долара.
- У 2018. години робна размена износила је 668 милиона долара, од чега је извоз из Србије био 393 милиона, док је увоз вредео 275 милиона УСД.[2][3]

### Дипломатски представници

#### У Београду
- Михал Павук, амбасадор, 2024. -[4]
- Федор Росоха, амбасадор, 2020. -
- Дагмар Репчекова, амбасадор, 2015. - 2019.
- Јан Варшо, амбасадор, 2011. - 2015.
- Игор Фурдик, амбасадор, 2005. - 2010.
- Мирослав Лајчак, амбасадор, 2001. - 2005.
- Мирослав Мојжита, амбасадор, 1997. - 2001.
- Франтишек Липка, амбасадор, 1993.

#### У Братислави
- Момчило Бабић, амбасадор, 2018. -
- Шани Дермаку, амбасадор, 2013. - 2018.
- Радмила Хрустановић, амбасадор, 2011. - 2013.
- Данко Прокић, амбасадор, 2007. - 2011.
- Војислав Миленковић, амбасадор, 2005. - 2006.
- /  Мирослав Копечни, амбасадор, 2001. - 2005.
- Вељко Ћурчић, отправник послова а потом и амбасадор, 1996. - 2001.